# Sinfonieorchester St. Gallen
Das Sinfonieorchester St. Gallen ist ein Sinfonieorchester in der Ostschweiz. Es spielt seine Konzerte hauptsächlich in der Tonhalle St. Gallen.

## Geschichte

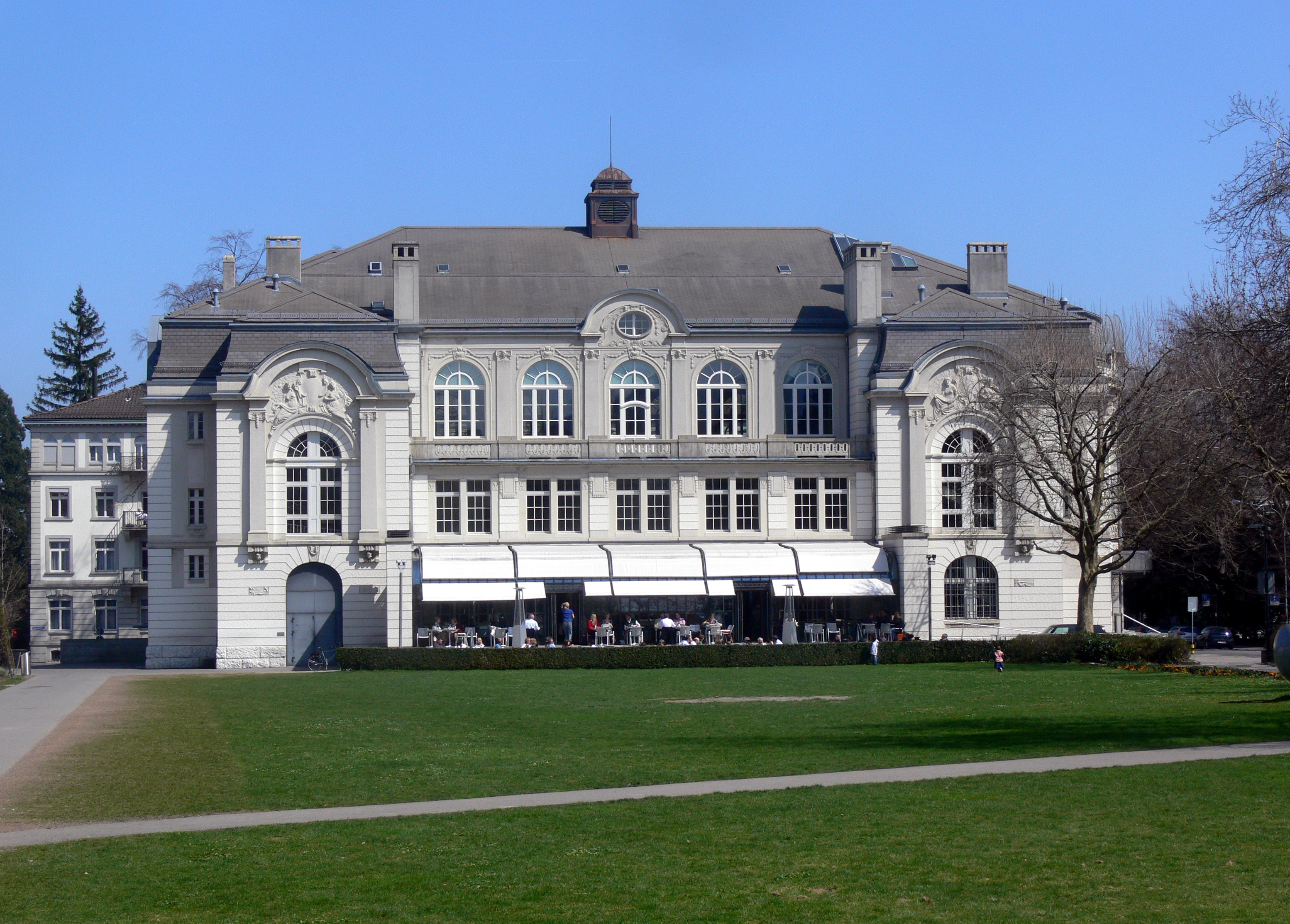
Tonhalle St. Gallen

Während St. Gallen schon in den 1850er Jahren Abonnementskonzerte kannte, bei denen z. B. auch Franz Liszt und Richard Wagner zum ersten Mal gemeinsam ein Konzert dirigierten, wurde erst 1877 ein sinfonisches Berufsorchester gegründet, das vom Konzertverein St. Gallen getragen wurde und als Theater- und Konzertorchester diente. Othmar Schoeck, der Schweizer Komponist und Dirigent war es, der das Orchester von 1917 bis 1944 leitete. Auf ihn folgten u. a. Carl Schuricht, Paul Kletzki, André Cluytens, Samuel Friedman und John Neschling. Im Jahr 2000 schlossen sich das Sinfonieorchester und das damalige Stadttheater St. Gallen neu zu Konzert und Theater St. Gallen zusammen. Auf diesem Weg konnte eine Mehrwertsteueroptimierung erzielt werden, da das Sinfonieorchester für das Theater bei Opern, Operetten und Musicals Dienstleistungen erbringt.

## Leitung
In der Geschäftsleitung von Konzert und Theater St. Gallen gibt es für die Belange des Orchesters die Funktion des Konzertdirektors, die seit 2004 von Florian Scheiber ausgeübt wird. Er ist für die Programmierung, Engagements und die Finanzen zuständig und zusammen mit zwei Delegierten des Orchesters und dem Chefdirigenten für die Werkauswahl. Nachdem Jiři Kout nach 12 Jahren als Chefdirigent im Jahr 2008 das Orchester verlassen hatte, übernahm David Stern das Orchester. Wegen stetig wachsenden internationalen Verpflichtungen hat er seinen 2011 endenden Dreijahresvertrag nur um ein weiteres Jahr bis Ende der Saison 2011/12 verlängert.
Im Mai 2012 fand das erste Konzert unter dem neuen Chefdirigenten Otto Tausk statt. Sein Vertrag in St. Gallen endete im Sommer 2018, sein Nachfolger ist Modestas Pitrenas.

## Gäste

### Gastdirigenten (Auswahl)
- Alexander Lasarew
- Maurice Steger
- Leopold Hager
- Serge Baudo
- Juri Aronowitsch
- Andrei Boreiko
- John Fiore
- Leif Segerstam
- Tang Muhai
- Petri Sakari
- Eiji Ōue
- Krzysztof Penderecki

### Solisten (Auswahl)
- Frank Peter Zimmermann
- Rudolf Buchbinder
- Elisabeth Leonskaja
- Imogen Cooper
- Boris Belkin
- Emmanuel Pahud
- Sharon Kam
- Renaud und Gautier Capuçon
- Alfredo Perl
- Christian Lindbergh
- Evelyn Glennie
- Akiko Suwanai
- Gerhard Oppitz
- Mihaela Ursuleasa
- Baiba Skride
- Rosemary Yiameos

## Veranstaltungsreihen
Neben den Abonnementskonzerten und der Mitwirkung in fast sämtlichen Musiktheaterproduktionen des Theaters St. Gallen liegt auch ein Schwerpunkt auf der Kinder- und Jugendarbeit sowie der Kammermusik: Neben dem international besetzten Meisterzyklus wird sonntags um 5 Uhr in der gleichnamigen Reihe von Mitgliedern des Orchesters Musik in kleinerer Besetzung präsentiert.